# 포켓몬 슬립
《포켓몬 슬립》(Pokémon Sleep)은 《포켓몬스터 시리즈》의 일부인 게임으로, iOS, 안드로이드용 모바일 게임이다.
2019년 5월 28일 주식회사 포켓몬의 CEO인 이시하라 쓰네카즈가 도쿄에서 열린 기자 간담회와 회사 공식 트위터 페이지에서 발표했다. 나이앤틱의 도움으로 일본 스튜디오 셀렉트 버튼에서 개발되어 포켓몬에서 발매할 예정이었다. 2020년 출시 예정이었다. 2023년 7월 17일 오스트레일리아, 캐나다, 뉴질랜드 및 라틴 아메리카에서 처음 발매됐다.